# Kentucky Colonels 1975-1976
La stagione 1975-76 dei Kentucky Colonels fu la 9ª e ultima nella ABA per la franchigia.
I Kentucky Colonels arrivarono quarti nella regular season con un record di 46-38. Nei play-off vinsero il primo turno con gli Indiana Pacers (2-1), perdendo poi la semifinale ABA con i Denver Nuggets (4-3).

## Roster
| N° | Naz.                   | Ruolo | Sportivo            | Anno | Alt. | Peso |
| -- | ---------------------- | ----- | ------------------- | ---- | ---- | ---- |
|    | Stati Uniti (bandiera) | AC    | Tom Owens           | 1949 | 208  | 98   |
|    | Stati Uniti (bandiera) | AC    | Marv Roberts        | 1950 | 203  | 91   |
| 3  | Stati Uniti (bandiera) | AC    | Caldwell Jones      | 1950 | 211  | 98   |
| 5  | Stati Uniti (bandiera) | A     | Travis Grant        | 1950 | 201  | 98   |
| 5  | Stati Uniti (bandiera) | GA    | Jan van Breda Kolff | 1951 | 201  | 88   |
| 10 | Stati Uniti (bandiera) | G     | Louie Dampier       | 1944 | 183  | 77   |
| 14 | Stati Uniti (bandiera) | G     | Bird Averitt        | 1952 | 185  | 77   |
| 20 | Stati Uniti (bandiera) | G     | Allen Murphy        | 1952 | 196  | 86   |
| 21 | Stati Uniti (bandiera) | G     | Jimmy Dan Conner    | 1953 | 191  | 86   |
| 22 | Stati Uniti (bandiera) | A     | Wil Jones           | 1947 | 203  | 93   |
| 24 | Stati Uniti (bandiera) | G     | Ted McClain         | 1946 | 185  | 82   |
| 25 | Stati Uniti (bandiera) | AC    | Maurice Lucas       | 1952 | 206  | 98   |
| 31 | Stati Uniti (bandiera) | GA    | Johnny Neumann      | 1951 | 198  | 91   |
| 32 | Stati Uniti (bandiera) | A     | Jimmie Baker        | 1953 | 206  | 100  |
| 42 | Stati Uniti (bandiera) | A     | Ron Thomas          | 1950 | 198  | 98   |
| 43 | Stati Uniti (bandiera) | G     | Kevin Joyce         | 1948 | 191  | 86   |
| 45 | Stati Uniti (bandiera) | AC    | Jim McDaniels       | 1948 | 211  | 103  |
| 53 | Stati Uniti (bandiera) | C     | Artis Gilmore       | 1949 | 218  | 109  |

## Staff tecnico
- Allenatore: Hubie Brown
- Vice-allenatore: Stan Albeck
- Preparatore atletico: Lloyd Gardner